# Warnockia
Warnockia, monotipski biljni rod iz porodica medićevki smješten u tribus Synandreae, dio potporodice Lamioideae. Opisan je u Plant Systematics and Evolution 203(1/2): 78. 1996. . Jedina vrsta je zeljasta biljka W. scutellarioides rasprostranjena od južne Oklahome na jug do Coahuile

## Etimologija
Rod je dobio ime po Bartonu Warnocku, istaknutom botaničaru iz zapadnog Teksasa. Ime vrste scuttelariodes odnosi se na sličnost koju ima s rodom Scutellaria.

## Opis
Atraktivna uspravna jednogosdišnja biljka, s više stabljika od baze, 6 do 18 inča visoka, razgranata odozgo. u Sjevernoj Americi poznata kao “prerijska brazorija”. 

## Stanište
Vapnenačka tla uz rubove cesta, rubovi staza.

## Sinonimi
- Brazoria subgen.Stachyastrum Engelm. & A.Gray